# Stade Ahmad-ben-Ali
Le stade Ahmad-ben-Ali (en arabe : ملعب أحمد بن علي), dit stade Al Rayyan, est un stade multifonction situé à Al Rayyan, au Qatar. Construit en 2003, il a une capacité de 21 282 places assises (44 740 places au total).
L'Al-Rayyan SC, l'Al Kharitiyath Sports Club et Al-Sailiya Sports Club jouent leur matchs à domicile dans ce stade. Il a été rénové en présence de l'émir Tamim ben Hamad Al Thani ainsi que d’une foule enthousiaste malgré les mesures de distanciation physique, la finale de la 48ème Coupe de l’Émir a été disputée le jour de la fête nationale du Qatar dans le stade Ahmad Bin Ali, qui est devenu à cette occasion la quatrième enceinte pleinement opérationnelle inaugurée en vue de la Coupe du Monde de la FIFA 2022. L’inauguration de ce 18 décembre a eu lieu exactement deux ans avant la finale de Qatar 2022.

## Matchs de compétitions internationales
Coupe du monde de football 2022
| Date              | Tour               | Équipe 1       | Score | Équipe 2       | Spectateurs |
| ----------------- | ------------------ | -------------- | ----- | -------------- | ----------- |
| 21 novembre 2022  | Groupe B           | États-Unis     | 1 - 1 | Pays de Galles | 43 418      |
| 23 novembre 2022  | Groupe F           | Belgique       | 1 - 0 | Canada         | 40 432      |
| 25 novembre 2022  | Groupe B           | Pays de Galles | 0 - 2 | Iran           | 40 875      |
| 27 novembre 2022  | Groupe E           | Japon          | 0 - 1 | Costa Rica     | 41 479      |
| 29 novembre 2022  | Groupe B           | Pays de Galles | 0 - 3 | Angleterre     | 44 297      |
| 1er décembre 2022 | Groupe F           | Croatie        | 0 - 0 | Belgique       | 43 984      |
| 3 décembre 2022   | Huitième de finale | Argentine      | 2 - 1 | Australie      | 45 032      |

## Événements
- Coupe d'Asie des nations de football 2011
- Coupe du monde des clubs 2020
- Coupe arabe de la FIFA 2021
- CONCACAF-OFC
- CONMEBOL-AFC
- Coupe du monde de football 2022
- Coupe d'Asie des nations de football 2023